# Bicyrthermannia bicornuta
Bicyrthermannia bicornuta är en kvalsterart som först beskrevs av Haq 1978.  Bicyrthermannia bicornuta ingår i släktet Bicyrthermannia och familjen Nanhermanniidae. Inga underarter finns listade.